# Austrolimnophila (Austrolimnophila) martinezi
Austrolimnophila (Austrolimnophila) martinezi is een tweevleugelige uit de familie steltmuggen (Limoniidae). De soort komt voor in het Neotropisch gebied.